# Karma (Boboye)
Karma (auch: Karma Issa und Karma Zarma) ist ein Dorf in der Landgemeinde Koygolo in Niger.

## Geographie
Das von einem traditionellen Ortsvorsteher (chef traditionnel) geleitete Dorf liegt am Rand des Trockentals Dallol Bosso, etwa zehn Kilometer südlich von Koygolo, dem Hauptort der gleichnamigen Landgemeinde, die zum Departement Boboye in der Region Dosso gehört. Weitere größere Dörfer in der Umgebung von Karma sind Moussa Dey Béri im Osten, Garankédey im Südosten, Kiota im Süden, Harikanassou im Südwesten und Dantchandou im Westen.
Karma ist Teil der Übergangszone zwischen Sahel und Sudan. Die durchschnittliche jährliche Niederschlagshöhe beträgt hier zwischen 500 und 600 mm.

## Geschichte
In der zweiten Hälfte des 19. Jahrhunderts war Issa Korombé aus dem Volk der Zarma Herrscher von Karma. Unter seiner Führung bildete Karma einen gefürchteten Gegner. Feindliche Angriffe richteten sich zunächst unter anderem gegen Imanan, gemeinsam mit Filingué, gefolgt von Raubzügen in Tagazar. Issa Korombé ließ, im Bündnis mit Dargol, Lamordé zerstören und nahm Kollo ein. Anschließend gründete er den Ort Koygolo und verlegte den Sitz seiner Herrschaft dorthin. Issa Korombé starb in einer Schlacht gegen die Fulbe bei Boumba.

## Bevölkerung
Bei der Volkszählung 2012 hatte Karma 1916 Einwohner, die in 249 Haushalten lebten. Bei der Volkszählung 2001 betrug die Einwohnerzahl 1357 in 184 Haushalten und bei der Volkszählung 1988 belief sich die Einwohnerzahl auf 1234 in 160 Haushalten.

## Wirtschaft und Infrastruktur
Es gibt eine Schule im Dorf. Durch Karma führt die 79,5 Kilometer lange Landstraße RR3-007 zwischen Birni N’Gaouré und Tabla.